# 韋爾霍利斯西亞 (科留科夫卡區)
51°39′48″N 32°9′1″E / 51.66333°N 32.15028°E
韋爾霍利斯西亞（烏克蘭語：Верхолісся），是烏克蘭北部的村莊，隸屬切爾尼希夫州的科留基夫卡區。該村始建於1550年，面積1.47平方公里，海拔高度134米，2001年人口192，人口密度每平方公里134人。